# Father Was a Fullback
Father Was a Fullback is een Amerikaanse filmkomedie uit 1949 onder regie van John M. Stahl.

## Verhaal
De footballtrainer George Cooper weet zichzelf geen raad. Zijn elftal verliest wedstrijd na wedstrijd en hij dreigt zijn baan te verliezen. Bovendien heeft hij thuis problemen met zijn dochters. Zijn oudste dochter heeft in een tijdschrift een verhaal gepubliceerd waarin ze zichzelf als stripper beschrijft. Gelukkig is er zijn vrouw Elizabeth om hem troost te bieden.

## Rolverdeling
| Acteur          | Personage          |
| --------------- | ------------------ |
| Fred MacMurray  | George Cooper      |
| Maureen O'Hara  | Elizabeth Cooper   |
| Betty Lynn      | Connie Cooper      |
| Rudy Vallee     | Mijnheer Jessup    |
| Thelma Ritter   | Geraldine          |
| Natalie Wood    | Ellen Cooper       |
| Jim Backus      | Professor Sullivan |
| Richard Tyler   | Joe Birch          |
| Buddy Martin    | Cheerleader        |
| Frank Mills     | Hulptrainer        |
| Mickey McCardle | Jones              |
| John McKee      | Cy                 |
| Louise Lorimer  | Mevrouw Jones      |
| Ruth Clifford   | Buurvrouw          |